# ریتشن
ریتشن (به آلمانی: Rietschen) یک شهر در آلمان است که در گورلیتس واقع شده‌است.